# 柳长街道
柳长街道是中华人民共和国广西壮族自治区柳州市柳北区下辖的一个街道办事处。2019年1月3日揭牌成立。

## 行政区划
柳长街道下辖以下村级行政区划单位：
凤凰社区、跃进社区、星城社区和鹧鸪社区。